# الکساندر پوپوویچ
الکساندر پوپوویچ (صربی: Aleksandar Popović؛ زادهٔ ۲۹ سپتامبر ۱۹۹۹) بازیکن فوتبال اهل صربستان است.
از باشگاه‌هایی که در آن بازی کرده‌است می‌توان به باشگاه فوتبال پارتیزان اشاره کرد.
وی همچنین در تیم‌های ملی فوتبال زیر ۲۱ سال صربستان، و صربستان بازی کرده‌است.